# Mareuil-en-Dôle
 Mareuil-en-Dôle  là một xã ở tỉnh Aisne, vùng Hauts-de-France thuộc miền bắc nước Pháp.